# Обляс (Мазовецьке воєводство)
Обляс (пол. Oblas) — село в Польщі, у гміні Пшитик Радомського повіту Мазовецького воєводства.
Населення — 305 осіб (2011).
У 1975-1998 роках село належало до Радомського воєводства.

## Демографія
Демографічна структура станом на 31 березня 2011 року:
|          | Загалом | Допрацездатний вік | Працездатний вік | Постпрацездатний вік |
| -------- | ------- | ------------------ | ---------------- | -------------------- |
| Чоловіки | 152     | 38                 | 101              | 13                   |
| Жінки    | 153     | 45                 | 83               | 25                   |
| Разом    | 305     | 83                 | 184              | 38                   |